# Maria Katharina Kasper
Maria Katharina Kasper (Dernbach, 26 de maig de 1820 - Dernbach, 2 de febrer de 1898) va ser una monja catòlica alemanya que fundà la congregació de les Serventes Pobres de Jesucrist, amb la vocació de servir els pobres i els malalts.

## Vida
Maria Katharina Kasper va néixer el 1820 en un poble alemany en el si d'una família de camperols. Tenia vuit germans i germanes. Ja de nena li agradava llegir va posar un èmfasi particular en la Bíblia i el llibre de la "Imitació de Crist".
La seva vocació religiosa es va manifestar ja de nena i va escriure: «Jo era una nena petita quan, sense comprendre el significat, sentia que el Senyor havia encès en el meu cor un gran desig de prendre vots religiosos perquè, quan vaig sentir parlar sobre convents o vots, vaig sentir una emoció inexplicable i una mena de desig d'aprendre més sobre aquesta forma de vida».
Va treballar als camps d'adolescent ajudant els seus pares. Va tenir una visió clara de la seva vocació que va seguir creixent. Va escriure: «Quan anava a treballar, sentia la presència de Déu en mi. Vaig sentir la veu de l'Esperit Sant parlant-me, i vaig sentir la presència del meu àngel guardià. Tot això em va fer feliç i vaig cantar d'alegria. Vaig treballar amb més força i vaig fer el doble».
Un dels seus germans va morir el 1842 i la família es va enfonsar amb la seva mort. Ella i la seva mare van llogar una llar i van teixir com a feina. La seva mare mori algun temps després d'això.
Kasper va fundar les Serventes pobres de Jesucrist el 15 d'agost de 1851 i va professar com a monja. La congregació es va estendre ràpidament. Va visitar les diverses cases que es van estendre per veure com funcionaven cadascuna i com cadascuna estava realitzant la seva missió. La congregació aviat es va traslladar als Països Baixos el 1859. El Papa Pius IX va reconèixer l'orde com a legítima el 9 de març de 1860 en un decret papal, però l'orde no va rebre aprovació papal formal fins que el Papa Lleó XIII ho va fer el 1890. El 1868 l'orde s'estengué als Estats Units d'Amèrica en ciutats com Chicago.
Kasper va patir un atac de cor al 1898 i va morir a l'alba de la festa de la Presentació de Jesús al Temple. Les seves restes van ser traslladades el 1950.

## Beatificació i canonització
El procés de beatificació es va iniciar a Limburg el 3 de febrer de 1946 malgrat que la causa va començar a nivell local el 1928 fins a 1935. Un altre procés va ser obert i tancat el 1951 i ambdós processos van ser ratificats el 18 d'abril de 1953. El Papa Pau VI va aprovar la seva vida virtut heroica el 4 d'abril de 1974 i li va conferir el títol de venerable.
El procés d'un miracle atribuït a ella es va estendre entre 1968 i 1970 i va ser ratificat el 24 d'octubre de 1974. El miracle va ser aprovat el 1977 i Pau VI la va beatificar el 16 d'abril de 1978. La va lloar com una dona de "plena fe i fortalesa".
El miracle necessari per a la seva canonització es va investigar sobre un altre procés i es va ratificar el 1989. Va ser finalment canonitzada el 14 d'octubre de 2018.